# Frau Wirtin bläst auch gern Trompete
Frau Wirtin bläst auch gern Trompete ist eine österreichisch-deutsch-italienische Filmkomödie aus dem Jahre 1969 von Franz Antel mit Terry Torday als Frau Wirtin, Harald Leipnitz als Ferdinand und Glenn Saxson als Freiherr von der Trenck in den Hauptrollen.

## Handlung
Europa, nach dem Sturz von Napoleon Bonaparte. Das aufgeriebene Heer der Franzosen flutet durch Europa zurück in seine Heimat. Susanne, die Wirtin von der Lahn, und ihren Ferdinand, den wichtigsten Schauspieler ihrer kleinen Gauklertruppe, hat es mit ihrem Thespiskarren nach Ungarn verschlagen. Mit Mühe können sie marodierenden Soldaten entkommen und retten sich ins Komitat des neureichen Barons Bierrechalet. Der Franzose war einst Lieferant von Kriegsmaterial  und hieß vor kurzem noch Bierhäusel. Der machtvolle Baron ist außerordentlich geldgierig und besteuert alles, was man besteuern kann: das Trinken, das Singen und für unehelichen Sex, den er als moralisch verwerflich ansieht, sogar eine Lustbarkeitssteuer. Die Bewohner stöhnen unter den von Raffgier bestimmten Anforderungen des selbstherrlichen Despoten.
Susanne und Ferdinand kaufen von dem letzten Geld, das ihnen geblieben ist, eine verwaiste Kneipe und schaffen dort mit Cleverness einen Ort, an dem man, unbehelligt von der Steuergier des Herrn Bierhäusel, ungestört trinken und lieben kann. Doch der Baron kommt ihnen auf die Schliche und will dem Treiben alsbald ein Ende bereiten. Er lässt Ferdinand verhaften. In seiner Not hat dieser behauptet, dass Susanne seine Frau sei. Aufgrund des auf ihn ausgeübten Drucks muss er schließlich widerrufen und soll daraufhin kurzerhand kastriert werden. Als Retter in der Not taucht plötzlich ein preußischer Adeliger auf, ein Freiherr von Trenck, der sich als rechtmäßiger Erbe des Komitats vorstellt  und den Usurpator von Baron mit Schimpf und Schande aus seinen Latifundien davonjagen will.
Der Baron muss, um seinen widerrechtlich angeeigneten „Besitz“ zu sichern, bis zu einem gewissen Tag verheiratet sein. Trenck will dies unbedingt verhindern und plant, die anreisende Braut zu entführen. Da Susanne den noch immer gefangen gehaltenen Ferdinand vor Bierrechalets Rache schützen möchte, bietet sie diesem an, gegenüber Herrn von Trenck Bierhäusels Braut zu spielen, die dann plangemäß von Trenck entführt wird. Jedoch kommt Susanne die wahre Braut dazwischen, die lieber selbst von Trenck entführt werden möchte. Die Dinge scheinen bald völlig aus dem Ruder zu laufen, als Freiherr von Trenck die alten Panduren auf seine Seite zieht und gegen den schurkischen Baron Bierrechalet führt. Schließlich erscheint auch noch der Erzherzog, Mitglied der kaiserlichen Familie aus Wien, und spricht ein Machtwort. Bierrechalet muss das Komitat aufgeben und wird in Schimpf und Schande davongejagt. Susanne, die Wirtin von der Lahn, hat ihren Ferdinand wieder.

## Produktionsnotizen
Frau Wirtin bläst auch gern Trompete wurde vom 26. September bis zum 20. November 1969 in Wien und in Ungarn gedreht und am 27. Februar 1970 uraufgeführt. Es handelt sich um den vierten Teil der sechsteiligen Wirtin-Filmreihe Antels.
Carl Szokoll war Herstellungsleiter, Kurt Kodal übernahm die Produktionsleitung. Die Filmbauten schuf Herta Hareiter, Gerdago entwarf die Kostüme. Eberhard Schröder war Regieassistent.

## Kritik
Das Lexikon des internationalen Films sah in diesem Film „eine Mischung aus wirrer Klamottenkomik und derben Zoten.“

## Synchronisation
- Terry Torday: Rose-Marie Kirstein
- Glenn Saxson: Eckart Dux
- Jacques Herlin: Wolf Rahtjen
- Rosalba Neri: Sabine Eggerth
- Andrea Rau: Christina Hoeltel
- Poldo Bendandi: Otto Preuss